# Aizoon giessii
Aizoon giessii är en isörtsväxtart som beskrevs av Hans Christian Friedrich. Aizoon giessii ingår i släktet Aizoon och familjen isörtsväxter. Inga underarter finns listade i Catalogue of Life.